# Lošánky
Lošánky (německy Böhmisch Lossan) jsou vesnice a část obce Lošany v okrese Kolín. Lošánky jsou také název katastrálního území o rozloze 2,93 km².

## Historie
První písemná zmínka o vesnici pochází z roku 1385.

## Pamětihodnosti
- Barokní Kaple svatého Jana Nepomuckého postavená kolem roku 1740[5]
- Křížek byl postavený v roce 1867 jako poděkování za ochranu ve válce a před morem v roce 1866[5]
- Pomník obětem první světové války – V jižní části obce Lošánky (u silnice) byl kolem roku 1924[6] zbudován pomník obětem první světové války.[7] V dolní části pomníku je umístěno ve čtyřech řadách šestnáct podobizen se jmény a daty narození.[7]

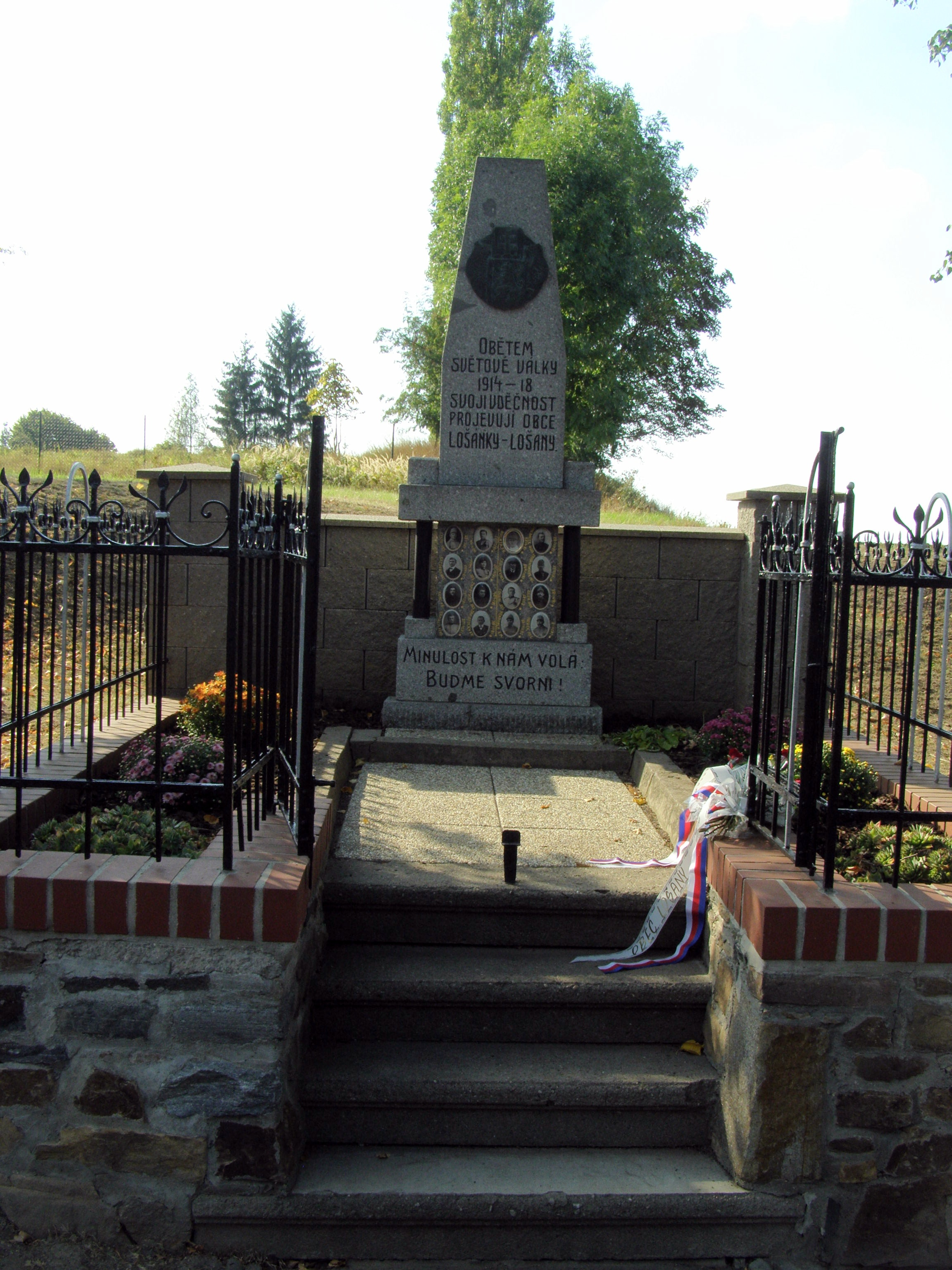
Pomník obětem první světové války
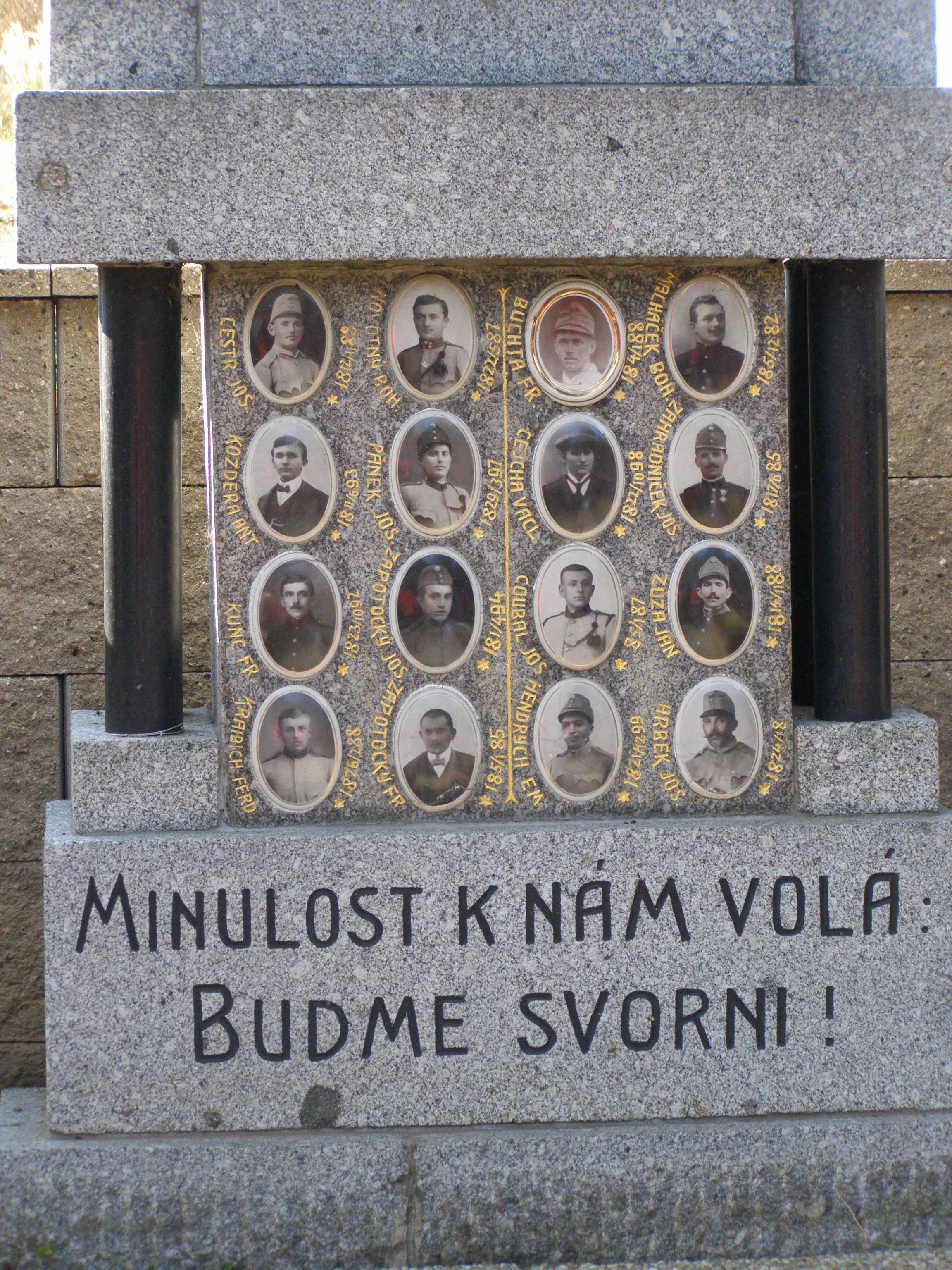
Pomník obětem první světové války – detail

### Zaniklý zámek
V souvislosti se vsí se vždy uvádí pouze dvůr, až v roce 1558, kdy Lošánky koupil Jan Kryštof Myška ze Žlunic, se při dvoře poprvé připomíná panské obydlí. Sídlo poté sloužilo majitelům spíše příležitostně, neboť jejich rezidence byla na nedalekém Červeném Hrádku. Po roce 1666 získalo ves i s dvorem město Kutná Hora, které v Lošánkách zřídilo středisko všech svých statků. Tomuto účelu bylo později přizpůsobeno i panské obydlí, které bylo pro potřeby správce v roce 1740 přestavěno na zámek. Ten tvořila přízemní obdélná budova krytá mansardovou střechou, v jejímž přízemí byly valeně klenuté prostory. Když byl v roce 1786 dvůr se zámkem rozprodán, jeho budovu rozdělili mezi několik majitelů. Později sloužil bývalý zámek jako hostinec s vinopalnou a v majetku Kutné Hory zůstal až do roku 1950. Poté budova přešla do soukromých rukou a byla přestavěna na byty, později opuštěné. Již kolem roku 1980 byl neudržovaný a prázdný zámek ve velmi špatném stavu a tak byl před rokem 1986 zbořen.